# Devoção dos cinco primeiros sábados
A Devoção dos cinco primeiros sábados, também chamada de Ato de reparação ao Imaculado Coração de Maria, é uma devoção católica que, de acordo com a Irmã Lúcia, foi recomendada pela Virgem Maria em uma aparição na cidade espanhola de Pontevedra, em dezembro de 1925.
A prática consiste em confessar-se, comungar, rezar o terço e meditar os quinze mistérios do Rosário, por no mínimo 15 minutos, com o específico propósito de reparação às ofensas cometidas contra o Imaculado Coração de Maria, nos primeiros sábados de cinco meses consecutivos. Em retribuição, a Virgem Maria teria prometido assistir os devotos, na hora da morte, com as graças necessárias para a salvação